# Orient Gyula
Orient Gyula (Nagybocskó, 1869. október 21. – Kolozsvár, 1940. október 9.) gyógyszerész, orvos, orvostörténész.

## Élete
1891-ben szerzett gyógyszerész oklevelet. Egy évig a Pázmány Péter Tudományegyetem kémiai intézetében dolgozott, majd Csetneken lett gyógyszerész. 1898-tól a kolozsvári egyetem kémiai intézetében volt gyakornok, majd tanársegéd. 1900-ban gyógyszerészdoktorrá avatták és 1906-ban orvosi diplomát szerzett. 1921-ben az orvosi kar biológiai és toxikológiai analízis tanszékére nevezték ki.
Az ő gyűjteménye képezte alapját a kolozsvári Gyógyszerésztörténeti Múzeumnak. Feleségével, Keresztessy Sára gyógyszerésznővel majdnem 2000 tárgyat gyűjtöttek össze, amelyeket 1902-ben az Erdélyi Nemzeti Múzeumnál helyeztek el.
Cikkei a Gyógyszerészi Közlönyben (1892. A sol. arsenicális viselkedése néhány vasvegyület oldata iránt, Liquor feni albuminati arsenicosi, 1893. Pheduretin, új magyar gyógyszerem, Néhány kötőszer hatóanyag és bakterium tartalmáról, Succus rubi idaei helyes készítésmódja, Reflexiók, 1894. A kőzet vizsgálatáról, A gyógyszerészi tanfolyam új helyiségei, 1895. Egy érdekes régi gyógyszertár, 1896. Urotangens, új húgyvizsgáló készülékem, A kötőszerek vizsgálati módszerei 1901. Bethlen Gábor erdélyi fejedelem gyógyszer vásárlásai); a Pharm. Postban (Bécs, 1893. Über die Wirksamkeit und den Bakteriengehalt einiger Verbandstoffe, 1894. Pheduretin, 1895. Chininum lygosinatum, 190I. Aus römischen Zeiten, 1903. Beiträge zur Geschichte der Alchemie in Ugarn); a Magyar Gyógyszerészi Almanachban (1897. Bakteriologia és a gyógyszerészet); a Gyógyszerészi Értesítőben (1898. Ebers György), a Gyógyszerészi Hetilapban (1898. Traxler László, 1900. Adatok a magyar gyógyszerészet és gyógyszertárak történetéhez, 1900. Chyninum lygosinatum, Uti jegyzetek, 1901. Gyógyszerésztörténeti adatok Bethlen G. udvarából, 1903. M. gyógyszerészeti múzeum, Natrium lygosinatum chemiai vizsgálata); a 
Gömörmegyei orvos-gyógyszerész egyesület XXIX. Évkönyvében (1899. A gyógyszeralakok rendszerbe osztásáról); az Orvos-természettudományi Értesítőben (Kolozsvár 1902. Adatok az alchimia történetéhez Magyarországon, 1903. A gyógyszerül használt aromás aminek oxygen felvevő képessége); a Deutsche Drogisten Zeitungban (Berlin 1894. Über Succus Rubi idaei) jelentek meg.

## Művei
- Gyógyszerisme, Budapest, 1891
- Gyógyszerészi műtan, Kolozsvár, 1902
- Natrium lygosinat alkalmazása a boranalyzisben, Kolozsvár, 1902
- A hivatalos kötőszerek vizsgálati módszerei Kolozsvár, 1903
- Az orvosi receptek kellékei és elbírálása, 1914
- Rövid bevezető a kísérleti chemia alapvonalaiba, 1918
- Az Erdélyi Nemzeti Múzeum keretében felállított gyógyszerészeti múzeum, 1918
- A gyógyszerészi chemia fogalma és feladata, Kolozsvár, 1918
- A vitaminok. Az utolsó kétévi vitaminkutatások eredményei, Kolozsvár, 1923
- Az erdélyi és bánáti gyógyszerészet története, , Kolozsvár, 1926
- Az erdélyi alchimisták, Bethlen Gábor fejedelem alchimiája, Kolozsvár, 1927
- Adatok az erdélyi gyógyszertárak történetéhez, Buletinul Farmacistilor, Kolozsvár, 1928. 11. sz.
- Erdély gyógyszerész polgármesterei, szenátorai, országgyűlési képviselői és természetbúvárai, 1933
- A szerzetes és orvospapok kórházainak és gyógyszertárainak keletkezése Erdélyben, 1933
- A rák eredete, keletkezése, biológiai és biochemiai megvilágításban, Praxis Medici, Kolozsvár, 1939